# Dia Mundial das Diabetes

Logo para o Dia Mundial das Diabetes

O Dia Mundial das Diabetes é a principal campanha de conscientização global com foco nas diabetes mellitus e é realizada em 14 de novembro de cada ano.
Liderados pela Federação Internacional de Diabetes (IDF), cada Dia Mundial das Diabetes se concentra em um tema relacionado às diabetes; as diabetes tipo 2 é uma doença não transmissível em grande parte evitável e tratável, que está rapidamente aumentando em número no mundo inteiro. Diabetes tipo 1 não é evitável, mas pode ser gerenciado com injeções de insulina. Os tópicos abordados incluem diabetes e direitos humanos, diabetes e estilo de vida, diabetes e obesidade, diabetes em desfavorecidos e vulneráveis e diabetes em crianças e adolescentes. Enquanto as campanhas duram o ano inteiro, o próprio dia marca o aniversário de Frederick Banting que, juntamente com Charles Best e John Macleod, concebeu a ideia que levou à descoberta da insulina em 1922.

## História

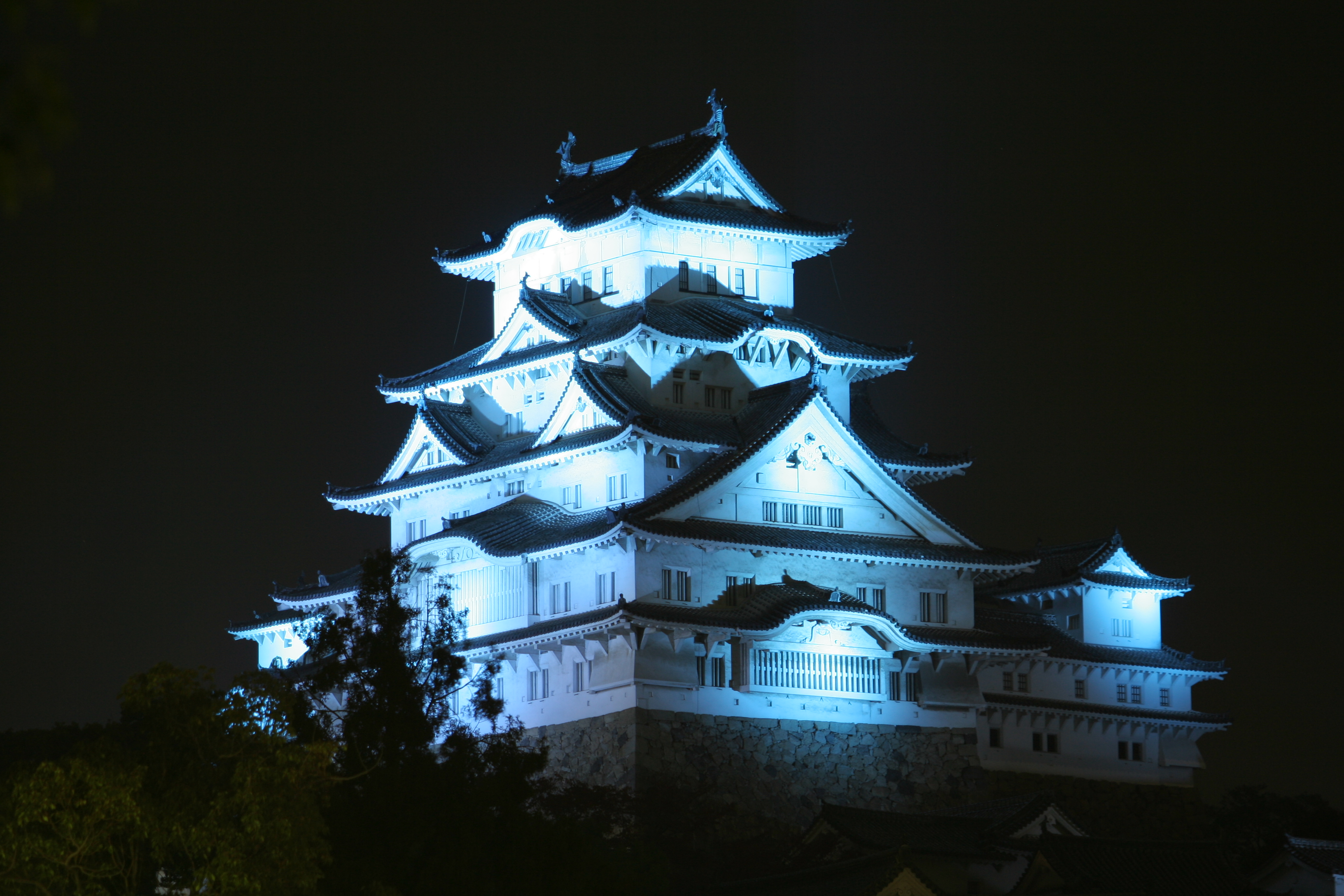
Castelo de Himeji iluminado para o Dia Mundial do Diabetes em 2008

O Dia Mundial do Diabetes foi lançado em 1991 pela Federação Internacional de Diabetes e pela Organização Mundial da Saúde (OMS) em resposta ao rápido aumento de casos de diabetes em todo o mundo.

Em 2016, o Dia Mundial do Diabetes estava sendo comemorado por mais de 230 associações membros da IDF em mais de 160 países e territórios, bem como por outras organizações, empresas, profissionais de saúde, políticos, celebridades e pessoas que vivem com diabetes e suas famílias. As atividades incluem programas de despistagem da diabetes, campanhas de rádio e televisão, eventos desportivos e outros.